# Lundi
Pour les articles homonymes, voir Lundi (homonymie).

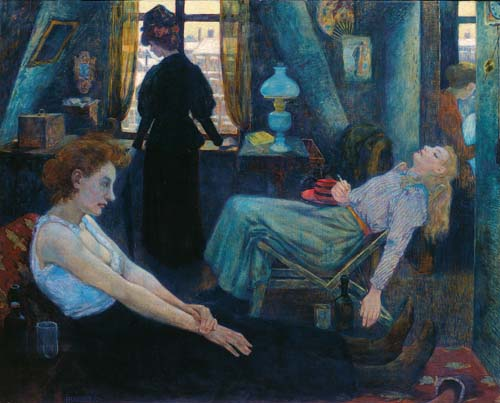
Tableau de Hans Baluschek Montagmorgen (lundi matin) - 1898

Le lundi est le jour de la semaine qui succède au dimanche et qui précède le mardi. Il est considéré comme le premier jour de la semaine par la numérotation ISO depuis 1988, mais cette position varie selon les pays.

## Étymologie
En français, comme dans la plupart des langues romanes, le mot « lundi » est issu du latin lunae dies signifiant « jour de la Lune ». Ainsi dit-on lunedi en italien, lunes en espagnol (castillan), luni en roumain, avec inversion des mots : dilluns en catalan, dilun en occitan, mais segunda-feira en portugais.
Les langues celtiques ont parfois emprunté cette appellation au latin : gallois Dydd Llun, vieux breton et locutions Dez Lun, breton Lun (un lundi & durée) ou Lunvezh (contenu), irlandais Dé Luain, etc.
Dans les langues germaniques, il est apparenté à Máni, le dieu germanique (nordique) de la Lune, dieu masculin (d'où le genre masculin du mot Mond « lune »). On a ainsi en islandais Manudagur, forgé sur le vieux norrois máni « lune » ; en anglais Monday forgé sur le vieil anglais mōna > moon ; en néerlandais Maandag, forgé sur maan (féminin dans cette langue), en allemand Montag forgé sur le vieux haut allemand māno > Mond « lune », etc. Ils procèdent tous d'un germanique commun *mænan-, probablement apparenté au nom du mois *mænōÞ > islandais mánuð, anglais month, allemand Monat, etc. Le mot germanique désignant le mois est apparenté au latin mensis > mois, gaulois *mids, gallois mis, breton miz, irlandais mi « mois ». Même relation entre le grec meis, men « mois » et mene « lune ». Ils remontent tous à une base indo-européenne *mē que l'on retrouve dans le mot « mesure » en français, la lune étant considérée comme la mesure du temps.
En Asie, plusieurs langues expriment le lundi comme « le premier jour ». En chinois par exemple, il est nommé xingqi yi, ce qui signifie « jour 1 de la semaine ».
Au Japon, il s'écrit 月曜日 (getsuyoubi), mais la prononciation courante du premier kanji 月 est tsuki, et il a pour sens la lune.
Au contraire, en arabe, arménien, géorgien, grec, hébreu, persan, portugais et vietnamien, la traduction littérale du terme désignant le lundi est « deuxième jour ».

## Position dans la semaine
Actuellement, beaucoup de cultures considèrent le lundi comme le début de la semaine travaillée, juste après le week-end.
Dans la plupart des pays d'Europe, en Australie, en  et dans certains pays d'Afrique et d'Asie, le lundi est considéré comme le premier jour ouvrable de la semaine. La norme ISO 8601 considère également que la semaine débute par le lundi[réf. nécessaire].
Dans d'autres endroits, le lundi est considéré comme le deuxième jour de la semaine. C'est le cas au Royaume-Uni, au Canada, aux États-Unis, en Amérique du Sud et au Japon.
Les pays du Moyen-Orient débutent la semaine de travail le samedi, Israël le dimanche (En hébreu : yom rishon, Premier jour [de la semaine]).

## Dans la liturgie
- Les chrétiens fêtent le lundi de Pâques (lendemain de la résurrection du Christ) et le lundi de Pentecôte. Ces jours sont fériés dans de nombreux pays.
- Le lundi pur est le premier jour du Grand Carême orthodoxe.

Dans la récitation du Saint Rosaire, dévotion complémentaire à la liturgie catholique et aussi prière personnelle privée, le lundi, comme le samedi, est dédié aux mystères joyeux.

## Histoire
- Au Moyen Âge, le lundi matin marquait la fin de la trêve de Dieu.
- Le 19 octobre 1987, point bas du krach d'octobre 1987, est parfois appelé lundi noir. Le Dow Jones perd ce jour-là 22,6 %, la plus importante baisse jamais enregistrée en une journée sur un marché d'actions.

## Culture populaire
- Dans la bande dessinée qui porte son nom, le chat Garfield déteste le lundi, parce qu'il lui arrive des malheurs ce jour-là.
- Claude François a chanté Le Lundi au soleil.

## Divers
- « Lundi prochain » et « lundi en huit » désignent le lundi de la semaine suivante[3],[4],[5].
- La religion yézidie considère que Dieu a créé l'ange Darda'il (en) le deuxième jour de la semaine, soit un lundi[6].